# Hippomelas sphenicus
Hippomelas sphenicus är en skalbaggsart som först beskrevs av Leconte 1854.  Hippomelas sphenicus ingår i släktet Hippomelas och familjen praktbaggar. Inga underarter finns listade i Catalogue of Life.